# Chthonopes thakekensis
Espèce
Chthonopes thakekensis est une espèce d'araignées aranéomorphes de la famille des Theridiosomatidae.

## Distribution
Cette espèce est endémique du Laos.

## Description
La femelle holotype mesure 2,51 mm.

## Étymologie
Son nom d'espèce, composé de thakek et du suffixe latin -ensis, « qui vit dans, qui habite », lui a été donné en référence au lieu de sa découverte, Thakhek.

## Publication originale
- Lin, Li & Jäger, 2014 : Four new spider species of the family Theridiosomatidae (Arachnida, Araneae) from caves in Laos. ZooKeys, no 391, p. 75-102 (texte intégral).